# Недим Незировић
Недим Незировић (Нови Пазар, 25. март 1995) српски је позоришни, телевизијски и филмски глумац.

## Биографија
Основну школу и Гимназију завршио је у родном граду.
Године 2015. уписује глуму на Факултету драмских уметности у Београду, где дипломира у класи професора Драгана Петровића - Пелета.
Живи и ради у Београду. У вези је са четири године млађом глумицом Теодором Драгићевић.
Због представе  Бетонмахала одважио се да упише академију, али се љубав према позоришту родила још пре школе. Касније је, током одрастања, с пажњом гледао неке представе у Регионалном позоришту у Новом Пазару. Играо је и у аматерској трупи "Јој, ево их ови", ипак, прво је уписао Правни факултет. Одслушао је један семестар и решио да проба на Факултету драмских уметности у Београду. Примљен је из прве, па је тако са својим пријатељем са класе Амаром Ћоровићем постао први Новопазарац на студијама глуме.
Стални члан ансамбла Драме Народног позоришта у Београду постаје у јуну 2023. године.

## Филмографија
| Год.        | Назив                               | Улога                         |
| ----------- | ----------------------------------- | ----------------------------- |
| 2010-е      |                                     |                               |
| 2016.       | Интермецо                           |                               |
| 2018.       | Београдска трилогија                | Дача                          |
| 2019.       | Балканска међа                      | мали Албанац                  |
| 2019.       | Пролеће у јануару                   | Јован                         |
| 2020-е      |                                     |                               |
| 2020.-2022. | Клан                                | Горан Љубићић "Паша"          |
| 2021.       | Нечиста крв: Грех предака           | Јовча                         |
| 2022.       | Бранилац                            | Богоје                        |
| 2022.       | Сложна браћа - Новогодишњи специјал | Паша                          |
| 2023.       | Вера                                | Поручник југословенске војске |
| 2023.       | Позив                               | Луле                          |
| 2023.       | Друг Марко                          | Сретен Жујовић                |
| 2024.       | Тома                                | Руди                          |
| 2024.       | Прослава                            | Руде                          |
| 2025.       | Балканика                           | Ибрахим                       |

## Театрографија
| Позориште                           | Назив                            |
| ----------------------------------- | -------------------------------- |
| Дорћолско народно позориште         | Луде ноћи над Совјетским Савезом |
| Београдско драмско позориште        | Цемент Београд                   |
| Народно позориште у Београду        | Рибарске свађе                   |
| Београдско драмско позориште        | Идиот                            |
| Народно позориште у Београду        | Наш разред                       |
| Народно позориште у Београду        | Пеликан                          |
| Народно позориште у Београду        | Рат и мир                        |
| Хартефакт                           | Било би штета да биљке крепају   |
| Позориште „Душко Радовић” Београд   | Дечак са кофером                 |
| Позориште „Душко Радовић” Београд   | Бамби                            |
| Независна продукција Нови Пазар     | Бетонмахала                      |
| Дорћолско народно позориште         | Сестре браће Барух               |
| Народно позориште „Стерија” у Вршцу | Наши преци једите са нама        |
| Позориште „Душко Радовић” Београд   | Пепељуга                         |

## Награде
- 2017. - Глумац вечери "Kестенбург" Бања Лука
- 2019. – Глумачко остварење "Мали Јоаким" Лазаревац
- 2020. - Глумац вечери "Зимски позоришни фестивал" Алексинац
- 2020. - Годишња награда за глумачко остварење "Марија Kулунџић"
- 2021. - Награда за глумачко откровење године, ФЕДИС фестивал
- Јавна Похвала за резултате у раду од изузетног и посебног значаја за успешну активност Народног позоришта у Београду за сезону 2022/23.[1]